# 皮科克斯克羅斯羅茲 (北卡羅萊納州)
皮科克斯克羅斯羅茲（英語：Peacocks Crossroads）是位於美國北卡羅萊納州約翰斯頓縣的非建制地區。

## 歷史
皮科克斯克羅斯羅茲的郵局於1876年設立，其後於1882年停運。

## 地理
皮科克斯克羅斯羅茲所處的海拔為高於海平面61米（即200英呎），而該地所採用的時區為UTC-5，即北美东部时区（EST）。同時該地設有夏令時間，為UTC-5調快一小時，即UTC-4（EDT）。